# Tractat de Perpinyà (1279)
El Tractat de Perpinyà fou l'acord signat entre Jaume II de Mallorca i el seu germà gran Pere el Gran de Catalunya i Aragó el dia 20 de gener 1279, mitjançant el qual el primer es reconeixia com a feudatari d'honor de l'altre.
Jaume II tindria l'obligació de presentar-se cada any a les corts de Catalunya, de la qual ell era rellevat; als territoris del Rosselló i la Cerdanya tindrien vigència els Usatges de Barcelona i hi circularia la moneda barcelonina. A més, un cop fetes les paus entre els germans, signarien un pacte de defensa mútua.
Pere II volia fer complir la recomanació de llur pare Jaume I que el seu germà Jaume II l'obeís així com frare major. També volia mantenir unides les terres de Jaume I, dispersades amb el seu testament. I a més volia garantir la lleialtat del seu germà davant el rei de França.
Jaume II va redactar un codicil secret denunciant la imposició del tractat i, per tant, la seva nul·litat, atès que era contrari al testament de Jaume I.
Aquest codicil secret tenia el precedent del redactat per l'infant Pere l'any 1260. Segons el cinquè testament de Jaume I, el de 1253, els regnes d'Aragó i de València haurien estat per a l'infant Alfons, el fill major, Catalunya per a l'infant Pere i el regne de Mallorca i la senyoria de Montpeller per a l'infant Jaume. Quan el 1260 morí l'infant Alfons, l'infant Pere sospità que el rei voldria deixar al seu germà Jaume els regnes de Mallorca i de València. A conseqüència d'això, el 15 d'octubre 1260, signà una protesta secreta amb la qual expressà que si son pare l'obligava a ratificar qualsevol donació, alineació o testament, ell no ho ratificaria amb intenció de complir-ho en el cas que pogués perjudicar-lo a ell o als «regnes, comtats o dominis subjectes» a son pare, i que ho ratificaria d'aquesta manera perquè son pare no pogués desheretar-lo. Els testimonis que signaren aquesta protesta representaven els tres braços i els dos regnes patrimonials de la corona, és a dir Catalunya i Aragó, i a més a més, entre ells hi havia alguns dels personatges més importants de la Corona d'Aragó a l'època, com és ara l'eclesiàstic de més prestigi i el principal jurista, és a dir sant Ramon de Penyafort, persona també molt propera a Jaume I, a més de l'ardiaca de Barcelona, Berenguer de Torre. L'estat d'opinió que reflectia el document degué arribar al rei Jaume I, el qual en el darrer testament, el de 1262, passà el regne de València al lot de l'infant Pere, de manera que la partició dels territoris no seria tan greu. Degué ser aleshores que l'infant Pere començà a pensar que el seu germà Jaume i els seus descendents hauria de tenir el regne de Mallorca i els comtats de la Catalunya del Nord en condició de vassallatge envers el seu germà gran i els seus successors.